# Día de las Letras Canarias
El 21 de febrero es reconocido como el Día de las Letras Canarias, día instituido por el Gobierno de Canarias en 2006 con la intención de institucionalizarlo y celebrarse todos los años, y como homenaje a José de Viera y Clavijo, uno de los principales autores de la literatura canaria y máximo exponente de la Ilustración canaria.
Se celebra cada 21 de febrero porque en este día de 1813 falleció José de Viera y Clavijo.

## Figuras homenajeadas
Desde 2006, cada año el Día de las Letras Canarias está dedicado a un literato canario:
- 2006 - José de Viera y Clavijo
- 2007 - Bartolomé Cairasco de Figueroa y Antonio de Viana
- 2008 - Benito Pérez Galdós
- 2009 - Mercedes Pinto
- 2010 - María Rosa Alonso
- 2011 - Tomás Morales Castellano
- 2012 - Pedro García Cabrera
- 2013 - José de Viera y Clavijo (al cumplirse dos siglos de su fallecimiento)
- 2014 - Agustín Millares Sall
- 2015 - Arturo Maccanti
- 2016 - Pedro Lezcano
- 2017 - Rafael Arozarena
- 2018 - Pino Ojeda
- 2019 - Agustín Espinosa
- 2020 - Josefina de la Torre
- 2021 - Natalia Sosa Ayala
- 2022 - Dolores Campos-Herrero
- 2023 - Félix Francisco Casanova
- 2024 - Ángel Guerra
- 2025 - Alonso Quesada